# Cyaneolytta chopardi
Cyaneolytta chopardi es una especie de coleóptero de la familia Meloidae.

## Distribución geográfica
Habita en Sudán.